# Beatriz Ortiz Muñoz
Beatriz Ortiz Muñoz (n. 21 iunie 1995, Terrassa, Catalonia, Spania) este o sportivă ce a reprezentat Spania, medaliată olimpică. A participat la 3 ediții ale Jocurilor Olimpice (2016, 2020, 2024) în care a câștigat o medalie de aur și o medalie de argint.